# Hajime Nishi
Hajime Nishi (jap. 西 一, Nishi Hajime; * 1949 in Kyōto) ist ein japanischer Freizeitsportler. Seine Vision ist es, bis zum Ende des Jahres 2048, also vor seinem 100. Geburtstag, 1.000 Marathons in 250 Ländern zu laufen. Bis Mai 2010 absolvierte er 568 Läufe. Derzeit läuft er durchschnittlich 39 Marathons pro Jahr. Seit 1999 ist er im Guinness-Buch der Rekorde verzeichnet mit dem Rekord, innerhalb der kürzesten Zeit auf jedem der sieben Kontinente einen Marathon gelaufen zu sein. Er benötigte dafür im Jahr 1997 168 Tage. Drei Jahre später wurde er der erste Nicht-Amerikaner, der in jedem der 50 US-Bundesstaaten mindestens einen Marathon erfolgreich absolvierte.
Seine Bestzeit von drei Stunden und 45 Minuten erzielte er 1994 beim Morgan Hill Marathon in Kalifornien. Da er bei seinen Läufen das Zeitlimit fast immer vollständig ausnutzt, um sich mit den Zuschauern zu unterhalten sowie die Strecke, die Umgebung und das Ambiente der Veranstaltung fotografisch zu dokumentieren, belegt er regelmäßig den letzten Platz. Im Jahr 2003 veröffentlichte er sein erstes Buch, in dem er 255 Marathons in 54 Ländern vorstellt und bewertet. Er sieht sich selbst als „Ecomarathoner“ und wirbt durch sein Auftreten nach eigenen Angaben für Frieden, Völkerverständigung und ein Leben im Einklang mit der Natur.
Mit dem Laufen begann er 1990. Vier Jahre später lief er in Honolulu seinen ersten Marathon. Zuvor arbeitete er 14 Jahre lang als Geschäftsführer einer Vertriebsfirma für Filmrechte. Seit dem krebsbedingten Tod seiner Frau im Jahr 1988 war er alleinerziehender Vater von drei Kindern. Seine durch das Marathonlaufen bedingten Reisen finanziert er vollständig selbst ohne Unterstützung durch Sponsoren. Er lebt derzeit in Tokio.